# Tour du Trentin international féminin
Le Tour du Trentin international féminin (en italien : Giro del Trentino-Alto Adige-Südtirol) est depuis 2014 une course cycliste d'un jour féminine italienne disputée dans le Trentin-Haut-Adige. Créé en 1994, il fait partie du calendrier de l'Union cycliste internationale en catégorie 1.1 depuis 2014. Jusqu'en 2013, la course se déroulait sur plusieurs étapes.

## Palmarès
| Année                                   | Vainqueur            | Deuxième                 | Troisième              |
| Tour du Trentin international féminin   |                      |                          |                        |
| 1994                                    | Imelda Chiappa       | Roberta Bonanomi         | Fabiana Luperini       |
| 1995                                    | Fabiana Luperini     | Roberta Bonanomi         | Sigrid Corneo          |
| 1996                                    | Fabiana Luperini     | Alessandra Cappellotto   | Vera Hohlfeld          |
| 1997                                    | Pia Sundstedt        | Fabiana Luperini         | Barbara Heeb           |
| 1998                                    | Monica Bandini       | Fabiana Luperini         | Joane Somarriba        |
| 1999                                    | Fabiana Luperini     | Svetlana Boubnenkova     | Pia Sundstedt          |
| 2000                                    | Pia Sundstedt        | Fabiana Luperini         | Svetlana Boubnenkova   |
| 2001                                    | Zinaida Stahurskaya  | Fabiana Luperini         | Rosalisa Lapomarda     |
| 2002                                    | Fabiana Luperini     | Nicole Brändli           | Zinaida Stahurskaya    |
| 2003                                    | Luisa Tamanini       | Susanne Ljungskog        | Jolanta Polikevičiūtė  |
| 2004                                    | Tina Liebig          | Zinaida Stahurskaya      | Modesta Vžesniauskaitė |
| 2005                                    | Svetlana Boubnenkova | Nicole Brändli           | Judith Arndt           |
| 2006                                    | Svetlana Boubnenkova | Nicole Brändli           | Edita Pučinskaitė      |
| 2007                                    | Edita Pučinskaitė    | Fabiana Luperini         | Trixi Worrack          |
| 2008                                    | Fabiana Luperini     | Mara Abbott              | Claudia Häusler        |
| 2009                                    | Nicole Cooke         | Carla Ryan               | Svetlana Boubnenkova   |
| 2010                                    | Emma Pooley          | Judith Arndt             | Claudia Häusler        |
| 2011                                    | Judith Arndt         | Emma Johansson           | Tatiana Guderzo        |
| 2012                                    | Linda Villumsen      | Olga Zabelinskaïa        | Emma Pooley            |
| 2013                                    | Evelyn Stevens       | Tatiana Guderzo          | Tatiana Antoshina      |
| Tour du Trentin-Haut-Adige-Tyrol-du-Sud |                      |                          |                        |
| 2014                                    | Valentina Scandolara | Giorgia Bronzini         | Rossella Ratto         |
| 2015                                    | Amanda Spratt        | Anna Zita Maria Stricker | Lara Vieceli           |
| 2016                                    | Katarzyna Niewiadoma | Claudia Lichtenberg      | Soraya Paladin         |
| 2017                                    | Nikola Nosková       | Hanna Nilsson            | Sina Frei              |